# Великобритания на «Евровидении-1979»
Великобритания принимала участие в двадцать четвёртом выпуске телевизионного конкурса Евровидение-1979, который состоялся 31 марта в Иерусалиме, Израиль. Страну представляла рок-группа Black Lace с песней Mary Ann, написанной Питером Моррисом. По итогам голосования она заняла седьмое место из 19, набрав 73 балла. Тем не менее, Mary Ann стала предшественницей британской заявки на Евровидение-1980 Love Enough for Two в исполнении группы Prima Donna. Конкурс был показан BBC с комментариями Джона Данна, поскольку Терри Воган был отстранён из-за глупой шутки по поводу названия победившей годом ранее израильской песни A-Ba-Ni-Bi. Конкурс также транслировался по радио на станциях BBC Radio 1 и BBC Radio 2 с комментариями Рэя Мура. Глашатаем от Великобритании был Колин Берри.

## До «Евровидения»

### A Song for Europe 1979
Начиная с 1957 года британская телекомпания BBC отвечает за организацию отбора заявки на Евровидение и дальнейшую трансляцию конкурса. Традиционно BBC организовывала национальный отбор под названием A Song for Europe, где выбирались либо исполнитель и песня, либо только песня при внутреннем отборе исполнителя. Для проведения A Song for Europe 1979 было отобрано двенадцать исполнителей и песен, а победитель определялся голосами жюри из 14 городов Великобритании. С жюри в Манчестере связаться не удалось, и поскольку победитель имел преимущество более 12 очков, их баллы не были включены. Это привело к несущественной ничьей за второе место. Позже голоса Манчестера были проверены и добавлены к баллам, опустив песню «Call My Name» на третье место. 8 марта 1979 года A Song for Europe должен был быть показан по телевизору, однако из-за забастовки технических специалистов BBC остановила шоу примерно за час до трансляции. На следующий день 12 песен транслировались в шоу Терри Вогана на Radio 2, а подведение итогов конкурса и интервью с победителями состоялись в эфире телешоу BBC Nationwide тем же вечером.
| Порядковый номер | Исполнитель                 | Название песни                  | Автор(ы)                    | Очки | Место |
| ---------------- | --------------------------- | ------------------------------- | --------------------------- | ---- | ----- |
| 1                | Black Lace                  | Mary Ann                        | Питер Моррис                | 132  | 1     |
| 2                | Линда Вирту                 | You Are My Life                 | Тони Колтон, Жан Руссель    | 82   | 8     |
| 3                | Ipswich                     | Who Put the Shine on Our Shoes? | Нола Йорк                   | 90   | 5     |
| 4                | Герби Флауэрс и The Daisies | Mr Moonlight                    | Герби Флауэрс, Дорин Шантер | 90   | 5     |
| 5                | M Squad                     | Miss Caroline Newley            | Эдриан Бейкер               | 44   | 11    |
| 6                | Элеанор Кинан               | Call My Name                    | Роджер Уиттакер             | 109  | 3     |
| 7                | Guys 'n' Dolls              | How Do You Mend a Broken Heart? | Бен Финдон, Майкл Майерс    | 56   | 10    |
| 8                | Линда Кендрик               | All I Needed Was Your Love      | Дуг Тейлор                  | 33   | 12    |
| 9                | Monte Carlo                 | Home Again (Living With You)    | Дэвид Ноулс                 | 83   | 7     |
| 10               | Сэл Дэвис                   | Let It All Go                   | Пол Кёртис                  | 77   | 9     |
| 11               | The Nolan Sisters           | Harry, My Honolulu Lover        | Терри Брэдфорд              | 101  | 4     |
| 12               | Ким Кларк                   | Fantasy                         | Ричард Гиллинсон            | 117  | 2     |

## На «Евровидении»
В Иерусалиме группа Black Lace выступала под номером 17, между Норвегией и Австрией. По итогам голосования она заняла седьмое место из 19, набрав 73 балла. Британское жюри 12 баллов присудило стране-победительнице Израилю. Во время исполнения британской песни дирижёром оркестра был Кен Джонс.

### Голосование
| Очки      | Страна                 |
| --------- | ---------------------- |
| 12 баллов |                        |
| 10 баллов | - Дания - Норвегия     |
| 8 баллов  | - Германия - Италия    |
| 7 баллов  | - Ирландия - Финляндия |
| 6 баллов  | - Австрия              |
| 5 баллов  | - Испания - Нидерланды |
| 4 балла   | - Португалия           |
| 3 балла   |                        |
| 2 балла   | - Швейцария            |
| 1 балл    | - Монако               |

| Очки      | Страна     |
| --------- | ---------- |
| 12 баллов | Израиль    |
| 10 баллов | Люксембург |
| 8 баллов  | Германия   |
| 7 баллов  | Норвегия   |
| 6 баллов  | Франция    |
| 5 баллов  | Испания    |
| 4 балла   | Ирландия   |
| 3 балла   | Дания      |
| 2 балла   | Бельгия    |
| 1 балл    | Австрия    |